# Gijs Leemreize
Gijs Leemreize (Ruurlo, 23 oktober 1999) is een Nederlands wielrenner die anno 2024 rijdt voor Team dsm-firmenich PostNL.

## Carrière
Hij won in 2019 het bergklassement in de Carpathian Couriers Race. In februari 2020 mocht Leemreize met Team Jumbo-Visma de Ronde van de Provence rijden. In 2021 won hij de Ronde van de Isard.
Zijn doorbraak beleefde hij door op 25 mei 2022 als tweede te eindigen in een bergetappe in de Giro, na zelfs lang uitzicht te hebben op de overwinning.

## Overwinningen
2019
Bergklassement Carpathian Couriers Race
Tacx Klimtijdrit Vaals
2021
5e etappe Ronde de l'Isard
Eind- en puntenklassement Ronde de l'Isard
2023
2e etappe Ronde van Burgos (ploegentijdrit)

## Resultaten in voornaamste wedstrijden
| Jaar | Ronde van Italië | Ronde van Frankrijk | Ronde van Spanje |
| ---- | ---------------- | ------------------- | ---------------- |
| 2021 |                  |                     |                  |
| 2022 | 28e              |                     |                  |
| 2023 |                  |                     |                  |
| 2024 | 43e              |                     | 84e              |
| 2025 | 43e              |                     |                  |

| Jaar | Amstel Gold Race | Luik-Bast.‑Luik | Ronde van Lombardije | Waalse Pijl | Clásica San Sebastián |  | Wereldranglijsten |
| ---- | ---------------- | --------------- | -------------------- | ----------- | --------------------- |  | ----------------- |
| 2021 |                  |                 |                      |             |                       |  | 532e (UWR)        |
| 2022 |                  |                 | opgave               | 52e         |                       |  | 396e (UWR)        |
| 2023 | opgave           | 93e             |                      | 122e        | 49e                   |  | 1858e (UWR)       |
| 2024 |                  |                 | 73e                  |             | 81e                   |  |                   |
| 2025 |                  |                 |                      |             |                       |  |                   |

### Resultaten in kleinere rondes
| Jaar | Parijs-Nice | Ronde van het Baskenland | Ronde van Romandië | Ronde van Zwitserland |
| ---- | ----------- | ------------------------ | ------------------ | --------------------- |
| 2021 |             |                          | 28e                | 28e                   |
| 2022 |             | 53e                      | 79e                |                       |
| 2023 |             | 82e                      | 64e                |                       |
| 2024 | 71e         | 31e                      | opgave             |                       |

## Ploegen
- 2020 –  Jumbo-Visma Development Team
- 2021 –  Team Jumbo-Visma
- 2022 –  Team Jumbo-Visma
- 2023 –  Jumbo-Visma
- 2024 –  Team dsm-firmenich PostNL
- 2025 –  Team dsm-firmenich PostNL

Van Aert · Affini · Bennett · Bouwman · Dekker · van Dijke (vanaf 5 september) · Dumoulin · Eenkhoorn · Van Emden · Foss · Gesink · Groenewegen · Harper · Hofstede · Van Hooydonck · Kooij (vanaf 18 februari) · Kruijswijk · Kuss · Leemreize · Martens (t/m 30 mei) · Martin · Oomen · Pfingsten · Roglič   · Roosen · Teunissen · Tolhoek · Vingegaard · Wynants (t/m 4 april)
Affini · Benoot · Bouwman · Dekker · Dennis · Dumoulin (tot 15/8) · Eenkhoorn · Foss   · Gesink · Harper · Hessmann · Hofstede · Kooij · Kruijswijk · Kuss · Laporte · Leemreize · Oomen · Roglič   · Roosen · Teunissen · Vader · Van Aert · Van der Sande · M. van Dijke · T. van Dijke · Van Emden · Van Hooydonck · Vingegaard · Gloag (stagiair)
Affini · Benoot · Bouwman · Dennis · Foss   · Gesink · Gloag · Hessmann · Hofstede · Kelderman · Kooij · Kruijswijk · Kuss · Laporte  · Leemreize · Oomen · Roglič   · Roosen · Tratnik · Vader · Valter · Van Aert · van Baarle · Van der Sande · M. van Dijke · T. van Dijke · Van Emden · Van Hooydonck · Vingegaard
Andresen · Bardet · Barguil · Van den Berg · Bevin · Bittner · Van den Broek · Combaud · Degenkolb · Dinham · Eddy · Edmondson · Eekhoff · Hamilton · Jakobsen · Leemreize · Leijnse · Liepiņš · Märkl · Naberman · Onley · Poole · Roosen · Tusveld · van Uden · Vermaerke · Welten · Koerdt (stagiair)